# غيريت ويغكامب
غيريت ويغكامب (بالألمانية: Gerrit Wegkamp)‏ (13 أبريل 1993 بأوختروب في ألمانيا - ) هو لاعب كرة قدم ألماني في مركز الهجوم. شارك مع منتخب ألمانيا تحت 19 سنة لكرة القدم. أما مع النوادي، فقد لعب مع بايرن ميونخ الثاني وفورتونا دوسلدورف ونادي آلن ونادي دويسبورغ ونادي أوسنابروك.

## روابط خارجية
- غيريت ويغكامب على موقع قاعدة بيانات كرة القدم.إي يو (الإنجليزية)
- غيريت ويغكامب على موقع بيانات كرة القدم. دي إي (الألمانية)
- غيريت ويغكامب على موقع Soccerway.com (الإنجليزية)
- غيريت ويغكامب على موقع عالم كرة القدم.نت (الإنجليزية)
- غيريت ويغكامب على موقع AS.com (الإسبانية)